# Li'l Liza Jane
Li'l Liza Jane, également intitulée Little Liza Jane ou simplement Liza Jane, est une chanson publiée en 1916 aux États-Unis. Elle est présentée comme une composition de la comtesse Ada de Lachau, mais elle est attestée avant cette date dans le Sud des États-Unis et trouve apparemment son origine dans une chanson d'esclaves noirs. Elle est devenue par la suite un standard de jazz et de blues repris par de nombreux artistes, avec des paroles souvent changeantes.

## Histoire
Li'l Liza Jane trouve son origine dans le Sud des États-Unis, où elle semble avoir été chantée par les esclaves noirs avant d'être reprise dans les minstrel shows. Elle est attestée en Géorgie puis en Virginie dans la seconde moitié du XIXe siècle et au début du XXe siècle.
La version de Li'l Liza Jane copyrightée par Ada de Lachau fait son apparition en 1916 à Broadway, dans la comédie Come Out of the Kitchen, où elle est interprétée par l'actrice Ruth Chatterton. La première version enregistrée de la chanson est celle du Earl Fuller (en)'s Famous Jazz Band, publiée en 1917 chez Victor. Elle est suivie de près par la version de Harry C. Browne (en) chez Columbia, sortie en 1918.
Par la suite, Li'l Liza Jane rencontre un certain succès auprès du public blanc dans des versions country comme celle de Bob Wills en 1941. La reprise de Huey "Piano" Smith, pianiste de rhythm and blues de La Nouvelle-Orléans, devient un tube en Louisiane vers le milieu des années 1950 et inspire celle de Fats Domino en 1959. Ces deux artistes noirs offrent des interprétations qui se rapprochent davantage du rock 'n' roll.

## Versions

### Davie Jones with the King Bees
Singles par David Bowie
I Pity the Fool
(mars 1965)
Une version de Li'l Liza Jane constitue la face A du premier single enregistré par David Bowie, qui se fait alors appeler Davie Jones, avec son groupe The King Bees.
Les King Bees voient le jour au début de l'année 1964, lorsque Jones et son ami d'enfance George Underwood recrutent un trio de musiciens plus expérimenté qu'eux, composé du guitariste Roger Bluck, du bassiste Dave Howard et du batteur Robert Allen. Leur nom, qui fait référence à la chanson de Slim Harpo I'm a King Bee, correspond bien à leur musique, très inspirée par le rhythm and blues. Comme beaucoup d'autres groupes du British blues boom, les King Bees se produisent dans des petits pubs de Londres et ils finissent par décrocher un contrat pour un single avec la maison de disques Decca Records.
Courant mai, les King Bees entrent ainsi aux studios Decca, dans le quartier londonien de West Hampstead, pour enregistrer deux chansons. La première, Liza Jane, est créditée à Leslie Conn, l'imprésario de Davie Jones, qui prétend par la suite avoir participé à sa conception, bien qu'il s'agisse clairement d'une reprise du standard dans sa forme popularisée par Huey "Piano" Smith. L'autre chanson enregistrée lors de cette séance est une reprise de Louie, Louie Go Home de Paul Revere and the Raiders, la suite de Louie Louie sortie en single quelques mois plus tôt.
Les musiciens qui enregistrent ces deux chansons sont :
- Davie Jones : chant, saxophone ténor
- George Underwood : guitare rythmique, harmonica, chant
- Roger Bluck : guitare solo
- Dave Howard : basse
- Robert Allen : batterie

Conn envisage d'abord que Liza Jane serve de face B à Louie, Louie Go Home, mais en fin de compte, les positions des deux chansons sont inversées. Le single Liza Jane / Louie, Louie Go Home sort sur le label Vocalion Pop, filiale de Decca, le 5 juin 1964. Malgré un bon accueil de la presse et des passages à la télévision dans les émissions Juke Box Jury (en) et Ready Steady Go!, les ventes sont mauvaises et les King Bees n'enregistrent jamais de deuxième single. Jones rejoint au mois de juillet un autre groupe de rhythm and blues, les Manish Boys. Liza Jane et Louie, Louie Go Home intègrent le répertoire scénique de son nouveau groupe.
Les deux chansons des King Bees sont reprises sur la compilation de 1991 Early On (1964–1966), qui rassemble les tout premiers enregistrements publiés de Bowie. En 2000, Bowie enregistre une nouvelle version de Liza Jane pour Toy, un projet d'album finalement abandonné. Il s'amuse à la reprendre sur scène le 5 juin 2004, lors du dernier concert américain de la tournée A Reality Tour, pour fêter le quarantième anniversaire de la sortie de son tout premier disque.

### Autres versions
- 1941 : The Almanac Singers (Millard Lampell (en) et Pete Seeger) sur l'album Songs for John Doe (en)
- 1941 : Bob Wills and His Texas Playboys en face B du single Bob Wills' Stomp
- 1955 : The Carlisles (en) en single (Mercury 70665X45)
- 1956 : Huey "Piano" Smith and the Clowns en single (Ace 521)
- 1958 : Lonnie Donegan sur le single Lonnie's Skiffle Party
- 1959 : Dale Hawkins en single (Checker 934)
- 1959 : Fats Domino sur l'album Let's Play Fats Domino
- 1960 : Bing Crosby sur l'album 101 Gang Songs (en)
- 1960 : Ramsay Lewis Trio sur l'album Stretching Out (en)
- 1963 : Coleman Hawkins sur l'album Today and Now (en)
- 1968 : Levon and the Hawks en single sous le titre Go Go Liza Jane
- 1972 : Dr. John sur l'album Dr. John's Gumbo (en)
- 1997 : Alison Krauss et Union Station sur l'album So Long So Wrong (en)

La reprise d'Alison Krauss et Union Station remporte un Grammy Award dans la catégorie « meilleure prestation instrumentale country (en) » lors de la 40e cérémonie des Grammy Awards.